# 23241 Yada
23241 Yada este un asteroid din centura principală de asteroizi.

## Descriere
23241 Yada este un asteroid din centura principală de asteroizi. A fost descoperit pe 20 noiembrie 2000 la Stația Anderson Mesa în cadrul programului LONEOS. Asteroidul prezintă o orbită caracterizată de o semiaxă mare de 2,57 ua, o excentricitate de 0,10 și o înclinație de 4,9° în raport cu ecliptica.